# Sandelhoutfamilie
De sandelhoutfamilie (Santalaceae) is een familie van tweezaadlobbige planten. Een familie onder deze naam wordt algemeen geaccepteerd door systemen voor plantentaxonomie. Wel wil de omschrijving nogal verschillen.
De omschrijving zoals gehanteerd door het APG II-systeem (2003), en dus ook de 23e druk van de Heukels, is erg ruim. De familie omvat dan de planten die elders de vogellijmfamilie (Viscaceae) vormen. Wel kunnen, eventueel, sommige geslachten die traditioneel geplaatst zijn in deze familie verplaatst worden naar de familie Opiliaceae.
Het gaat om een middelgrote familie met honderden soorten. Deze familie komt wereldwijd voor, speciaal in de tropen. In Nederland komen de geslachten Thesium (geslacht Bergvlas) en Viscum voor. De volgende soorten worden hier behandeld:
- Liggend bergvlas
- Weidebergvlas
- Maretak

De sandelboom (Santalum album) levert sandelhout en sandelolie, een etherische olie die in de parfumerie en in de geneeskunde wordt gebruikt.
Tot de familie behoren halfparasitaire soorten.

## Lijst van geslachten
- Acanthosyris, Amphorogyne, Anthobolus, Arceuthobium, Arjona, Buckleya, Cervantesia, Choretrum, Cladomyza, Colpoon, Comandra, Daenikera, Dendromyza, Dendrophthora, Dendrotrophe, Dufrenoya, Elaphanthera, Exocarpos, Geocaulon, Ginalloa, Iodina, Korthalsella, Kunkeliella, Leptomeria, Mida, Myoschilos, Nanodea, Nestronia, Notothixos, Okoubaka, Omphacomeria, Osyridicarpos, Osyris, Phacellaria, Phoradendron, Pyrularia, Quinchamalium, Rhoiacarpos, Santalum, Scleropyrum, Spirogardnera, Thesidium, Thesium, Viscum